# تفاعلات غذائية ثلاثية في الدفاعات النباتية

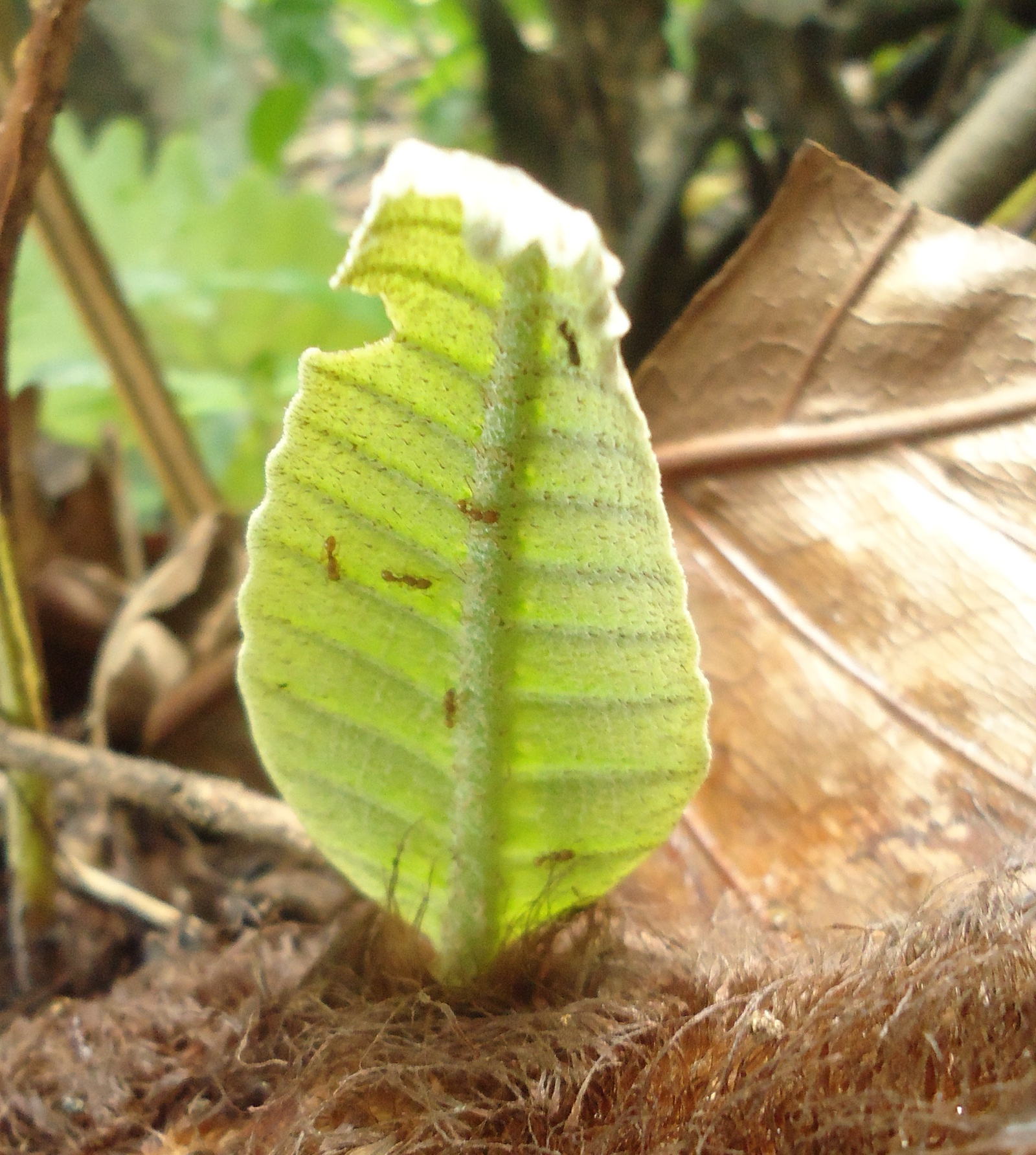

تصف التفاعلات الغذائية الثلاثية في علاقتها مع دفاع النبات ضد الحيوانات العاشبة التأثيرات البيئية لثلاث مستويات غذائية على بعضها البعض: النبات والحيوان العاشب وعدوه الطبيعي (مفترس الحيوان العاشب). تُدعى أحيانًا باسم التفاعلات الغذائية المتعددة عندما يتدخل مستوى غذائي آخر مثل الأحياء الدقيقة في التربة أو المتطفلات الفائقة (مفترسات من مرتبة أعلى). تُعتَبَر التفاعلات الغذائية الثلاثية بالإضافة إلى تلقيح الأزهار وانتشار البذور وظائف حيوية أساسية يقوم بها النبات من خلال التعاون مع الحيوانات.
تُدعى المفترسات والممرضات والمتطفلات التي تهاجم الحشرات المتغذية على النباتات باسم الأعداء الطبيعية في سياق العلاقات الغذائية الثلاثية، ويُمكن أن تعود بالمنفعة على النباتات من خلال إزالة أو إعاقة سلوك التغذي للحشرات الضارة. يُعتَقد أن العديد من الصفات لدى النباتات تطورت في استجابة على هذا التعايش لتجعل النباتات من نفسها أكثر جاذبية للأعداء الطبيعيين، وهكذا يُعتبَر تجنيد الأعداء الطبيعيين للحماية من تغذي الحيوانات العاشبة المفرط آليةً دفاعيةً غير مباشرة لدى النباتات. يمكن أن تكون الصفات الجاذبة للأعداء الطبيعيين فيزيائية مثل حالة بنية الزهرة والنمط اللوني، أو كيميائية مثل حالة المركبات الكيميائية الطيارة التي تُنتجها النباتات والتي يستخدمها الأعداء الطبيعيون للاستدلال على مصدر الغذاء.

## الآليات الكيميائية لجذب الأعداء
تنتج النباتات في جميع أنحاء العالم مستقلبات ثانوية تُدعى بالمركبات الأليلوباثية، والتي لا يوجد لها دور في العمليات الاستقلابية الأساسية. لكنها موجودة لأنها تتوسط التفاعلات بين النبات وبيئته المحيطة، وغالبًا ما تكون جاذبة أو طاردة أو سامة للحشرات. في نظام العلاقات الغذائية الثلاثية، تتفوق المركبات الطيارة التي تفلت من النباتات وتُحمَل في الهواء على المركبات الكيميائية السطحية في جذب الأعداء الطبيعيين للحيوانات العاشبة من مسافات بعيدة. يوجد أيضًا مركبات طيارة تصدرها الجذور، تقود التفاعلات الغذائية الثلاثية بين الحيوانات العاشبة تحت سطح التربة وأعدائها الطبيعيين. هنالك نسبة ضئيلة من المركبات الطيارة التي يستطيع البشر إدراكها، وهي التي تعطي النباتات مثل الحبق والأوكاليبتوس والصنوبر روائحها المميزة. تُطلَق تسمية تركيبة المواد الطيارة على مزيج ونسب المركبات الكيميائية الطيارة المنبعثة من النبات تحت ظروف معينة. وهي مركبات عالية التخصص بالنسبة للنوع النباتي، ويمكن الكشف عنها ضمن نطاق عدة أمتار من المصدر. تستغل الحيوانات المفترسة والطفيليات بشكل خاص خصوصية تركيب المواد الطيارة بالنسبة لكل نبات لتستعرض المعلومات الكيميائية المعقدة التي تُصدرها النباتات لتحاول تحديد موقع نوع فريسة محدد.
يكون إنتاج المركبات الطيارة مفيدًا بالنسبة للنبات طالما بقيت فعالة في دعوة الأعداء الطبيعيين وطالما كان أولئك الأعداء الطبيعيون فعالون في إزالة أو إعاقة الحيوانات العاشبة. ومع ذلك، قد لا تتطور المركبات الكيميائية الطيارة لهذا الغرض في البداية، بل بقصد جذب الملقحات أو طرد الحيوانات العاشبة التي لا تكره تلك الروائح.

### الدفاعات المُستحثَّة
عندما تواصل النباتات إطلاق المركبات الطيارة في الحدود الدنيا، يقال عن تلك الدفاعات إنها تكوينية. على الرغم من أن النبات قد يستجيب لتغذي الحيوانات العاشبة عليه عن طريق زيادة إنتاج المركبات الطيارة بشكل كبير أو عن طريق إنتاج تركيبة مواد طيارة جديدة. يتحكم مسار حمض الجازمونيك أو مسار حمض الصفصاف بذلك التكيف، ويعتمد ذلك بشكل كبير على الحيوان العاشب، تُعرف هذه المركبات عادة باسم المركبات الطيارة النباتية المُستحثة من قبل الحيوانات العاشبة (HIPVs). على الرغم من امتلاك المركبات الطيارة الخاصة بأي نوع تأثيرًا جاذبًا للأعداء الطبيعيين، يشتد هذا التأثير عند تعرض النباتات للأذية بالمقارنة مع النباتات السليمة، ومن الممكن أن يكون سبب ذلك أن المركبات الطيارة المستحثة تُعطي إشارة حاسمة على نشاط الحيوان العاشب الحديث.